# Poltava (1909)
Pour les articles homonymes, voir Poltava (homonymie).
Le Poltava, en russe : Полтава, est un cuirassé dreadnought de la classe Gangut construit pour la Marine impériale de Russie.  
Le Poltava devait son nom à la bataille de Poltava remportée par Pierre Ier de Russie le 27 juin 1709. Il fut le troisième bâtiment de guerre de la Marine impériale de Russie à porter ce nom. Ce cuirassé prit part à la Première Guerre mondiale. En 1926, après sa remise en service, il reçut le nom de Mikhaïl Frounze, en l'honneur du leader bolchevique et 2e Commissaire du peuple à la Guerre et aux Affaires maritimes de l'URSS, Mikhaïl Frounze (Михаил Васильевич Фрунзе 1885-1925). 

## Historique
Mis en service en décembre 1914, le Poltava fut affecté à la 1re escadre de la flotte de la Baltique stationnée à Helsinki.

### Carrière dans la Marine impériale de Russie
Sa construction débuta le 16 juin 1909 dans le chantier naval de la Nouvelle Amirauté à Saint-Pétersbourg, lancé avec son sister-ship le Gangut le 19 juillet 1911.

### Carrière dans la Marine soviétique
À la suite de la signature du traité de Brest-Litovsk le 3 mars 1918, le Poltava et d'autres navires de la flotte de la Baltique prirent part à la croisière de glace de la flotte de la Baltique. Le 12 mars 1918, escortée par les brise-glaces Yermak et Volynets, la 1re escadre quitta le port d'Helsinki, le 17 mars 1918, les bâtiments de guerre accostèrent dans le port de Kronstadt. En octobre de la même année le cuirassé fut transféré à Petrograd.
Le 24 novembre 1919, une chaudière provoqua un grave incendie à bord du Poltava : pendant 15 heures le cuirassé fut la proie des flammes. En raison des dommages importants, la réparation du navire fut jugée déraisonnable. Le cuirassé fut désarmé, les mécanismes, les tuyauteries, les machines, les câbles et autres pièces furent utilisés pour la rénovation des deux sisters-ships, le Sebastopol et le Petropavlovsk (renommé Marat en 1921). Le 2 septembre 1924, le Conseil du Travail et de la Défense (Совет Труда и Обороны) ordonna le retrait de  l'artillerie restante.

#### Projet de rénovation pour lePoltava
Au début des années 1920, divers projets de restructuration du Poltava furent envisagés. L'un de ces projets prévoyait l'adaptation de l'ancien cuirassé en porte-avions puis son transfert en mer Noire. Les exigences pour cette conception de porte-avions étaient : un armement de 2 × 76 mm, 10 canons antiaériens, des mines, quatre tubes lance-torpilles, une vitesse de 30 nœuds, un rayon d'action de plus de 4 800 kilomètres, l'embarquement à bord de 50 avions. Ce projet ne fut jamais réalisé. Un autre projet, consistant à reconvertir le cuirassé croiseur de bataille, fut également abandonné.
En juin 1925, il fut proposé de rétablir le Poltava dans sa conception d'origine. Le 7 janvier 1926, le cuirassé reçut le nom de Mikhaïl Frounze (Михаил Фрунзе). Pendant une période de six mois, 366 travailleurs baltes travaillèrent à sa reconstruction. Le 26 février 1926, la Commission présidée par Joseph Stanislavovitch Unshliht (Иосиф Станиславович Уншлихт 1879-1938) reconnut qu'il serait impossible de restaurer le bâtiment au cours des deux années suivantes.
Le 5 août 1927, il fut décidé de reprendre les travaux de restauration du Mikhaïl Frounze en tenant compte des nouvelles exigences. Néanmoins, il semble que pour des travaux à si grande échelle, les finances ne furent pas suffisantes. Le 25 février 1928, l'État alloua les 2/3 de la somme requise, le 11 mai de la même année, l'ordre fut donné de commencer les travaux. Le Mikhaïl Frounze ne bénéficia que d'une petite modernisation : les 25 chaudières inscrites dans le projet furent remplacées par 12 nouvelles chaudières plus puissantes du même type que celles du croiseur Izmaïl. Toutefois, le 17 décembre 1928 le Conseil du Travail et de la Défense mit un terme à la reconstruction du Mikhaïl Frounze.
Le 31 janvier 1930, la gestion technique de l'Office de la Marine soviétique proposa de convertir le Mikhaïl Frounze en batterie flottante, le cuirassé conserverait ses armes mais avec une réduction du nombre de ses chaudières. La Marine soviétique ayant un besoin urgent de bâtiments de guerre, le 7 octobre 1930, le chef des forces navales soviétiques Romuald Mouklevitch (en) signa une ordonnance pour la restauration du cuirassé selon trois options :
- comme plate-forme de batterie, avec une entrée en service dans les plus brefs délais au coût le plus bas ;
- comme plate-forme de batterie avec l'achèvement progressif des travaux comme cuirassé de type Marat;
- dans une adaptation en croiseur de bataille à une vitesse de 27 nœuds[1].

Lors d'une réunion en octobre 1930, les commandants supérieurs de la Marine soviétique approuvèrent la seconde version. Néanmoins, en décembre, un rapport déclara que les travaux sur le Mikhaïl Frounze ne pourraient débuter en 1931. Le 12 janvier 1931, Romuald Adamovitch Mouklevitch présenta une demande au maréchal Vorochilov afin d'utiliser le matériel de guerre pour les autres navires et de livrer le cuirassé à la ferraille. Une tourelle fut démantelée et envoyée en Extrême-Orient, où elle fut utilisée dans un système de défense côtière. 
La coque du Mikhaïl Frounze fut sondée, et son état fut jugée satisfaisant. Toutefois, les exigences techniques en constante évolution offraient de nouvelles solutions pour la modernisation, de sorte qu'en août 1934, dans le cadre de la construction massive de bâtiments de guerre et de sous-marins, une nouvelle proposition visant à supprimer le cuirassé de la liste pour la reconstruction fut présentée.
En septembre 1935, une nouvelle décision fut prise concernant la remise en état du Mikhaïl Frounze, mais de nouveaux projets concernant la construction de nouveaux bâtiments de guerre amenèrent les membres du Conseil militaire de la marine à reconnaître la reconstruction du Mikhaïl Frounze comme irréaliste. Le 9 juillet 1939, ils prirent la décision de  démanteler le reste de l'équipement du cuirassé, les pièces de rechange étant destinées au Marat : le cuirassé serait envoyé en mer afin d'être utilisé comme navire cible. 
En 1941, le Mikhaïl Frounze fut remis au ministère du stockage des biens nationaux. Lors de la déclaration de la Seconde Guerre mondiale, le cuirassé fut ancré dans le port de Leningrad, où il fut utilisé comme entrepôt de charbon. En automne 1941, il fut sabordé comme blockship. Seul, le pont resta submergé, des canons y furent installés, une base de surveillance des approches de Leningrad fut improvisée.
Du 21 janvier au 31 mai 1944, des travaux de renflouement du Mikhaïl Frounze furent entrepris, puis, en 1946, le cuirassé fut démantelé.
Après la guerre, dans un but de modernisation et de restauration de la 30e batterie de Sébastopol, les tourelles et les canons du Mikhaïl Frounze furent installés. De nos jours, les éléments du cuirassé sont encore présents.

## Sources
- (ru)/(en) Cet article est partiellement ou en totalité issu des articles intitulés en russe « Полтава (линкор) » (voir la liste des auteurs) et en anglais « Russian battleship Poltava (1911) » (voir la liste des auteurs).